# Szczekarków-Kolonia
Szczekarków-Kolonia (prononciation [ʂt͡ʂɛˈkarkuf kɔˈlɔɲa]) est un village de la gmina de Wilków du powiat d'Opole Lubelskie dans la voïvodie de Lublin, située dans l'est de la Pologne.

## Histoire
De 1975 à 1998, la ville est attachée administrativement à l'ancienne Lublin.

Depuis 1999, elle fait partie de la nouvelle voïvodie de Lublin.